# La Princesse au petit pois (film, 1977)
Pour l’article homonyme, voir La Princesse au petit pois.
Pour plus de détails, voir Fiche technique et Distribution.
La Princesse au petit pois (Принцесса на горошине, Printsessa na goroshine) est un film soviétique réalisé par Boris Rytsarev, sorti en 1977, basé sur les contes de fées de Hans Christian Andersen :La Princesse au petit pois (1835), Le Garçon porcher (1841), Le Compagnon de route (1835), Le Plus Incroyable (1871).

## Fiche technique
- Titre : La Princesse au petit pois
- Titre original : Принцесса на горошине, Printsessa na goroshine
- Réalisation : Boris Rytsarev
- Photographie : Alexandre Matchilski, Viatcheslav Egorov
- Musique : Antonio Vivaldi
- Décors : Olga Kravtchenia, Nadejda Fadeïeva
- Montage : Nina Vassilieva
- Production : Studio Gorki
- Pays : URSS

## Distribution
- Irina Malycheva : Princesse au petit pois
- Andreï Podochian : Prince
- Innokenti Smoktounovski : père roi
- Alissa Freindlich : reine mère
- Irina Yurevich : 1ère princesse
- Marina Livanova : 2e princesse
- Svetlana Orlova : 3e princesse
- Youri Chekulaev : 1er roi
- Aleksandr Kaliaguine : 2e roi
- Igor Kvacha : troll
- Galina Belozerova : esprit de forêt
- Vladimir Zeldine : chambellan en chef
- Nikolaï Lavrov : peintre
- Evgueni Steblov : poète
- Joseph Sebek : main de fer
- Inga Budkevich : Marquise
- Vassili Kouprianov : porcher
- Valentin Golubenko : bourreau
- Nadejda Samsonova : dame d'honneur
- Irina Murzaïeva : Marquise
- Viktor Sergachyov : héraut